# Magalì Vettorazzo
Magalì Vettorazzo, właśc. Maria Vettorazzo (ur. 16 marca 1942 w Preganziol, zm. 18 czerwca 2018 we Florencji) – włoska lekkoatletka, medalistka  igrzysk śródziemnomorskich, olimpijka.

## Kariera sportowa
Była wszechstronną lekkoatletką. Z powodzeniem startowała w biegach płotkarskich, skoku w dal i w pięcioboju.
Odpadła w kwalifikacjach skoku w dal na mistrzostwach Europy w 1962 w Belgradzie, a na kolejnych mistrzostwach Europy w 1966 w Budapeszcie odpadła w eliminacjach biegu na 80 metrów przez płotki oraz zajęła 22. miejsce w pięcioboju. 
Zdobyła brązowy medal w biegu na 80 metrów przez płotki na igrzyskach śródziemnomorskich w 1967 w Tunisie, przegrywając ze swą koleżanką z reprezentacji Włoch Carlą Panerai i Đurđą Fočić z Jugosławii. Zajęła 21. miejsce w pięcioboju na igrzyskach olimpijskich w 1968 w Meksyku. Na mistrzostwach Europy w 1969 w Atenach odpadła w półfinale biegu na 100 metrów przez płotki.
Była mistrzynią Włoch w biegu na 80 metrów przez płotki w latach 1965–1967, w biegu na 100 metrów przez plotki w 1969, w sztafecie 4 × 400 metrów w 1970, w skoku w dal w latach 1961–1964, 1966, 1967 i 1969 oraz w pięcioboju w latach 1962, 1963, 1965–1967, 1969 i 1970.
Jako pierwsza Włoszka przekroczyła granice 6 metrów w skoku w dal uzyskując wynik 6,01 m 19 sierpnia 1962 w Aoście. Później jeszcze dwukrotnie poprawiała rekord Włoch w tej konkurencji do wyniku 6,11 m, osiągniętego 4 sierpnia 1963 w Belluno. Dwukrotnie poprawiała rekord Włoch w biegu na 100 metrów przez płotki do czasu 14,0 s (2 lipca 1969 w Mediolanie), a także trzykrotnie w pięcioboju do rezultatu 4342 pkt (13 września 1970 w Forlì). Wyrównała również rekord swego kraju w sztafecie 4 × 100 metrów z czasem 45,6 s (25 lipca 1964 w Sienie).